# Gustaw Zacny
Gustaw Zacny (ur. 1 października 1896 w Prokocimiu zm. 27 września 1944) – podpułkownik piechoty Wojska Polskiego.

## Życiorys
Syn Józefa i Anieli z domu Kossak. Brał udział w I wojnie światowej w szeregach armii austriackiej (15 IV 1915 - 23 V 1917), w której uzyskał stopień oberleutnanta. W wojnie 1920 r. dowodził kompanią a następnie batalionem w 4 psp. Awansowany na stopień kapitana 1 czerwca 1919 r. a na majora 1 stycznia 1929 r.
Od października 1936 roku dowódca 1 batalionu strzelców w Chojnicach, na czele którego uczestniczył w kampanii wrześniowej w składzie OW „Chojnice”. Dostał się do niewoli, przebywał w Oflagu VI B w Dössel, zginął podczas omyłkowego alianckiego bombardowania 27 września 1944 r. Pochowany na cmentarzu parafialnym w Dössel.